# Гней Фуск Салінатор
Гней Педаній Фуск Салінатор (лат. Gnaeus Pedanius Fuscus Salinator; ? — між 136 та 138) — державний діяч Римської імперії, консул 118 року.

## Життєпис
Походив з роду нобілів Педаніїв. Син Гнея Педанія Фуска Салінатора, консула-суффекта 84 року. Замолоду навчався риториці, затоваришував з Плінієм Молодшим. Його кар'єрі сприяв шлюб з родичкою майбутнього імператора Адріана (той в свою чергу був родичем імператора Траяна).
У 118 році став консулом разом з імператором Траяном. Про його подальшу діяльність мало відомостей. У 136 році тесть Фуска — Луцій Юлій Урс Сервіан та син Гней Салінатор були страчені за критику рішення Адріана всиновити Луція Елія Цезаря. Втім сам Фуск вцілив. Помер він згодом — у 137 або 138 році.